# Никола Грозданов
Никола Иванов Грозданов е български офицер, генерал-майор.

## Биография
Никола Грозданов е роден на 3 юли 1894 г. в град Стара Загора в семейството на търговеца Иван Грозданов и Ана Чолакова. През 1912 г. завършва мъжката гимназия „Иван Вазов“ в родния си град. През 1915 г. завършва Военното училище в София, а през 1930 г. Военната академия. Военната му кариера започва през 1915 г. в осми артилерийски полк. Служи в 5-и тежък артилерийски полк и 1-ви дивизионен артилерийски полк. През октомври 1928 г. е назначен за командир на първа конна батарея. През 1929 г. е назначен на служба в 6-и дивизионен артилерийски полк, а от 1932 г. служи в щаба на войската. На следващата година става преподавател по стратегия и тактика във Военното училище и офицер за поръчки в щаба на 8-а пехотна тунджанска дивизия. От юни 1935 преподава същите предмети във Военната академия. От юни 1936 до юни 1938 е военно аташе в Букурещ. През 1938 г. е назначен за началник-щаб на 4-та военно-инспекционна област. През 1940 г. става последователно командир на 3-ти пехотен бдински полк (10 август – 17 ноември 1940) и на 12-и пехотен балкански полк.
От 1942 г. полковник Грозданов е на служба в 8-а дивизионна област, а на 1 март 1943 поема командването на 24-та пехотна дивизия, а от 26 август същата година е командир на 7-а пехотна рилска дивизия. През декември е освободен от поста и е назначен за командир на 25-а пехотна дивизия, а от 10 юни 1944 г. е командир на 8-а пехотна тунджанска дивизия. На 8 октомври 1944 г. е назначен за командир на Прикриващия фронт. На 28 ноември 1944 г. излиза в запас.
През 1945 г. е осъден от втори областен състав на Народния съд в Стара Загора на 15 години затвор, от които година и половина в Старозагорския затвор, а 7 години прекарва в лагерите Росица (1946 – 1947), Куциян (1947 – 1948), Николаево (1948 – 1949) и Белене (1949 или 1950 – 1951). През 1954 г. е общ работник по жп линията Стара Загора – Тулово. По-късно работи върху колектора на канализацията до Станционната градина в Стара Загора. Получава малка социална пенсия и се препитава като продавач на лотарийни билети срещу Универсалния магазин в Стара Загора. До последните дни на живота си се води на отчет в Държавна сигурност.

## Военни звания
- Подпоручик (25 август 1915)
- Поручик (30 май 1917)
- Капитан (1 май 1920)
- Майор (15 май 1930)
- Подполковник (26 август 1934)
- Полковник (30 октомври 1938)
- Генерал-майор (14 септември 1943)